# Discografia di MV Killa
La discografia di MV Killa, rapper italiano, è costituita da tre album in studio (di cui uno inciso con Yung Snapp) e trentuno singoli (inclusi quelli come artista ospite), pubblicati dal 2014.

## Album in studio
| Anno                                                         | Titolo | Classifiche | Certificazioni |
| Anno                                                         | Titolo | ITA         | Certificazioni |
| ------------------------------------------------------------ | --- | ----------- | -------------- |
| 2019                                                         | Giovane killer - Pubblicato: 25 giugno 2019 - Etichetta: Universal, BFM Music - Formati: download digitale, streaming                       | —           |                |
| 2020                                                         | Hours (con Yung Snapp) - Pubblicato: 11 dicembre 2020 - Etichetta: Universal, Island, BFM Music - Formati: CD, download digitale, streaming | 29          | - ITA: Oro     |
| 2023                                                         | Fede - Pubblicato: 28 aprile 2023 - Etichetta: Warner Music Italy - Formati: CD, download digitale, LP, streaming                           | 26          |                |
| "—" indica una pubblicazione non classificata in quel paese. | |             |                |

## Singoli

### Come artista principale
| Anno                                                         | Titolo                                                          | Classifiche | Certificazioni | Album di provenienza |
| Anno                                                         | Titolo                                                          | ITA         | Certificazioni | Album di provenienza |
| ------------------------------------------------------------ | --------------------------------------------------------------- | ----------- | -------------- | -------------------- |
| 2014                                                         | Educazione siberiana (feat. Lele Blade)                         | —           |                | /                    |
| 2016                                                         | Energia                                                         | —           |                | /                    |
| 2017                                                         | Nun 'o sann                                                     | —           |                | /                    |
| 2017                                                         | Niente a vedè                                                   | —           |                | /                    |
| 2017                                                         | Che fidat                                                       | —           |                | /                    |
| 2018                                                         | Chi teng attuorn                                                | —           |                | /                    |
| 2018                                                         | Quann vuo                                                       | —           |                | /                    |
| 2018                                                         | Na sera (con Dat Boi Dee)                                       | —           |                | /                    |
| 2019                                                         | Audemars (feat. Yung Snapp e Samurai Jay)                       | —           | Giovane killer |                      |
| 2019                                                         | Squilla ancora (con Dat Boi Dee e Lele Blade)                   | —           | Giovane killer |                      |
| 2019                                                         | Siria                                                           | —           | /              |                      |
| 2019                                                         | Chiu ngopp (feat. Vale Lambo)                                   | —           | Giovane killer |                      |
| 2020                                                         | Bye bye (con Yung Snapp)                                        | —           | /              |                      |
| 2020                                                         | Sex Appeal (con Yung Snapp)                                     | —           | Hours          |                      |
| 2020                                                         | Stars (con Yung Snapp)                                          | —           | Hours          |                      |
| 2020                                                         | Intro / Comm e semp (con Yung Snapp)                            | —           | Hours          |                      |
| 2021                                                         | Splash (con Yung Snapp feat. Enzo Dong)                         | 26          | Hours          | - ITA: Platino       |
| 2021                                                         | No bad vibes (con Ackeejuice Rockers e Yung Snapp feat. Guesan) | —           |                | /                    |
| 2021                                                         | Miranapoli! (con Voga e Yung Snapp)                             | —           |                | /                    |
| 2022                                                         | Somebody                                                        | —           |                | /                    |
| 2022                                                         | No Bodyguard                                                    | —           |                | /                    |
| 2023                                                         | Me vogl bene (feat. Geolier)                                    | 86          | Fede           |                      |
| 2023                                                         | Makai                                                           | —           | Fede           |                      |
| 2023                                                         | Rooftop (feat. Guè)                                             | 49          | Fede           | - ITA: Platino       |
| 2023                                                         | Replay (feat. Clara)                                            | —           | Fede           |                      |
| 2023                                                         | May Day                                                         | —           | Fede II        |                      |
| "—" indica una pubblicazione non classificata in quel paese. |                                                                 |             |                |                      |

### Come artista ospite
| Anno                                                         | Titolo | Classifiche | Certificazioni | Album di provenienza |
| Anno                                                         | Titolo | ITA         | Certificazioni | Album di provenienza |
| ------------------------------------------------------------ | --- | ----------- | -------------- | -------------------- |
| 2020                                                         | Mea muri tu (Vale Lambo feat. MV Killa e Yung Snapp)                                                                                          | —           |                | /                    |
| 2020                                                         | Buongiorno (Gigi D'Alessio feat. Clementino, CoCo, Enzo Dong, Franco Ricciardi, LDA, Lele Blade, MV Killa, Geolier, Samurai Jay e Vale Lambo) | 44          | - ITA: Platino | Buongiorno           |
| 2022                                                         | Privacy (DJ Jay-K feat. Gemitaiz e MV Killa)                                                                                                  | —           |                | /                    |
| 2022                                                         | Blow (Peppe Soks feat. Yung Snapp e MV Killa)                                                                                                 | —           |                | /                    |
| 2024                                                         | NA/RM (Side Baby feat. Yung Snapp e MV Killa)                                                                                                 | —           | Leggendario    |                      |
| "—" indica una pubblicazione non classificata in quel paese. | |             |                |                      |

## Altri brani entrati in classifica e/o certificati
| Anno | Titolo                                     | Certificazioni | Album di provenienza |
| ---- | ------------------------------------------ | -------------- | -------------------- |
| 2020 | Luntan a me (con Yung Snapp feat. Geolier) | - ITA: Oro     | Hours                |

## Collaborazioni
| Anno                                                         | Titolo                                                                       | Classifiche | Certificazioni              | Album di provenienza          |
| Anno                                                         | Titolo                                                                       | ITA         | Certificazioni              | Album di provenienza          |
| ------------------------------------------------------------ | ---------------------------------------------------------------------------- | ----------- | --------------------------- | ----------------------------- |
| 2014                                                         | N.A. (Fuossera feat. Enzo Dong, PeppOh, Kimicon Twinz e MV Killa)            | —           |                             | Demodè                        |
| 2018                                                         | Nemici miei (Vale Lambo feat. MV Killa)                                      | —           | Angelo                      |                               |
| 2018                                                         | Come sto viaggiando (Lele Blade feat. MV Killa)                              | —           | Ninja Gaiden                |                               |
| 2019                                                         | Kalashnikov - Remix (Young Rame feat. MV Killa)                              | —           | 3/4                         |                               |
| 2019                                                         | Amo ma chi t sap (Geolier feat. MV Killa e Guè)                              | 82          | - ITA: Oro                  | Emanuele - Marchio registrato |
| 2020                                                         | Cumpagna mia (Gigi D'Alessio feat. MV Killa)                                 | —           |                             | Buongiorno                    |
| 2021                                                         | Babyma (Gué Pequeno feat. MV Killa)                                          | 19          | - ITA: Oro                  | Fastlife 4                    |
| 2021                                                         | Tu si a droga pe me (Lele Blade feat. MV Killa)                              | —           | - ITA: Oro                  | Ambizione                     |
| 2021                                                         | Fa' o' brav' (Rocco Hunt feat. Emis Killa, Yung Snapp, MV Killa, Lele Blade) | 59          |                             | Rivoluzione                   |
| 2021                                                         | Like This Like That (MadMan feat. Yung Snapp e MV Killa)                     | 38          | MM vol. 4                   |                               |
| 2022                                                         | Clan (Mikush feat. Lele Blade e MV Killa)                                    | —           | Cosa nostra                 |                               |
| 2022                                                         | Benjamins (TY1 feat. MV Killa, Yung Snapp e Lele Blade)                      | —           | Djungle Unchained           |                               |
| 2023                                                         | Una chance (Vegas Jones feat. MV Killa)                                      | —           | Jones                       |                               |
| 2023                                                         | ATM (Yung Snapp feat. MV Killa)                                              | —           | Hotel Montana               |                               |
| 2023                                                         | Met gala (Gemitaiz feat. MV Killa e Yung Snapp)                              | 83          | QVC 10                      |                               |
| 2024                                                         | TVB (Vale Lambo feat. MV Killa)                                              | —           | Lamborghini a via Marina V2 |                               |
| 2024                                                         | CLS (Geolier feat. Yung Snapp, MV Killa e Lele Blade)                        | 51          | Dio lo sa                   |                               |
| 2024                                                         | Famm fa a me (Lele Blade feat. MV Killa)                                     | —           | Con i miei occhi            |                               |
| "—" indica una pubblicazione non classificata in quel paese. |                                                                              |             |                             |                               |